# 象牙色のアイドル
『象牙色のアイドル』（La residencia）は、1969年公開のホラー映画。ジャンルとしてはサスペンス映画、サイコスリラー映画、スラッシャー映画にも分類される。英語版のタイトルは« The House That Screamed »。イタリア語版のタイトルは« Gli orrori del liceo femminile »。監督はナルシソ・イバニェス・セラドール（Narciso Ibáñez Serrador）。出演はリリー・パルマー、クリスティーナ・ガルボ、ジョン・モルダー・ブラウンなど。1970年代以降のジャッロ、スラッシャー映画、スプラッター映画に大きな影響を与えた作品である。

## 概要
19世紀末のフランスを舞台に、女子学園で起こる猟奇的な連続殺人を描いたサイコ・スリラーである。本作の設定、プロットは後に多くの映画、小説にヒントを与えた。
ナルシソ・イバニェス・セラドールによる、初の劇場用長編映画である。セラドールは当時、ホラー及びSFを扱った『ヒッチコック劇場』や『トワイライト・ゾーン』風のTVドラマ« Historias para no dormir »（眠れぬ夜の話）のプロデューサー、脚本家、演出家、案内役として知られ、「スペインのアルフレッド・ヒッチコック」と称されていた。本作の後にセラドールは『ザ・チャイルド』（1976）を監督しており、そちらもカルト的なホラー映画の名作と評価されている。
小説家、脚本家、映画評論家のフアン・テバールが短編ドラマ用に書き下ろした原案をもとに、監督のセラドールが長編映画用の脚本として書き直した。テバールによると原作に該当する小説は存在しない。
女子学園で起こる連続猟奇殺人の犯人探しというモチーフは、『ソランジェ/残酷なメルヘン』（1972）などの「ジャッロ」と呼ばれるイタリア製スリラー映画に影響を与えており、とりわけプロットの設定はダリオ・アルジェント監督の『サスペリア』（1977）と『フェノミナ』（1984）に影響を与えた。その他にも、カナダ映画『暗闇にベルが鳴る』（1974）、アメリカ映画『ハロウィン』（1978）や『ローズマリー』（1981）、スペイン・ドイツ合作映画『ブラディ・ムーン/血ぬられた女子寮』（1981）などへの影響が指摘される。また、イタリアの作家兼脚本家ラウラ・トスカーノは本作の公開後に、女子学園で起こる猟奇殺人を描いた小説« Il ‘‘College’’ della morte »（死の学園）を発表している。
殺人鬼が犠牲者の死体から切断したパーツを組み合わせて、理想の美女を作ろうとする「人体アソート」を扱ったスリラーの初期作品と見られる。こうした趣向は後に小説家の島田荘司が『占星術殺人事件』において、よりトリッキーに扱っている。また、島田の作品と同時期に発表された加納一朗の小説『殺人フィルムへの招待』においても、「人体アソート」の趣向が「スナッフフィルム」と組み合わせて取り上げられた。スペイン映画『ブラッド・ピーセス/悪魔のチェーンソー』（1983）においては、本作の「人体アソート」の趣向が、スプラッター映画的な残酷描写によって再現されている。
本作における「人体アソート」の趣向は、『サイコ』（1960）の原作小説のモデルとなったエド・ゲイン事件からヒントを得ている。本作の公開後に、犠牲者の死体をコレクションして飾り立てる殺人鬼を描いた恐怖映画が増えた点は、『サイコ』以上に本作からの影響が大きいと見られる。具体的にはマリオ・バーヴァ監督の『血みどろの入江』（1971）及び『リサと悪魔』（1972）、ボブ・クラーク監督『暗闇にベルが鳴る』（1974）、J・リー・トンプソン監督『誕生日はもう来ない』（1981）、ルチオ・フルチ監督『墓地裏の家』（1981）、ドン・グロンキスト監督« Unhinged »（1982）、ダリオ・アルジェント監督『フェノミナ』（1984）などである。
米国市場向けのバージョン（94 分）、スペイン公開バージョン（99 分）、オーストラリアでリリースされた VHSバージョン（105 分）の3つのバージョンがある。

## 解説
1969年12月にスペインで公開され、興行収入1億スペインペセタ、観客動員数300万人を記録する大ヒットとなった。
物語のモチーフとしてはロバート・ブロックの小説に基づくアルフレッド・ヒッチコック監督の映画『サイコ』（1960）からの影響が見受けられる。1960年代当時は『サイコ』から影響を受けた恐怖映画が大量に製作されていた（ウィリアム・キャッスル監督の『第三の犯罪』（1961）や『血だらけの惨劇』（1964）など）中で、『象牙色のアイドル』は即物的な残酷描写を抑えた、叙情的な雰囲気とゴシック的なムード醸造による端正な作風が高く評価されている。
また、『悪い種子』（1956）や『回転』（1961）にも共通する「恐るべき子供」テーマを巧みに取り入れた点や、「バラバラ殺人による人体アソート」という衝撃的な趣向を盛り込んだ点も特徴である。ただし当時のスペインでは映画の暴力描写に対して厳しい検閲が行われていたため、本作の「人体アソート」に関しては全体の直接的な描写は避けており、ミイラ化した頭部を見せるのみに留めている。
学園を舞台に女子生徒が次々に失踪する（実はひそかに殺害されている）というスラッシャー映画の類型「ソロリティ・ハウス形式」に基づく最初期の作品とされる。このパターンは主に本作と、前年にアントニオ・マルゲリーティが監督した« Nude... si muore »（1968）によって形成されたと見られている。マルゲリーティ監督の« Nude...si muore »が青春映画タッチの軽い作風であるのに対し、暗く幻想的な雰囲気の本作の方がより後のスラッシャー映画への影響が強いと見られる。
本作がプロットに大きな影響を与えたとされる映画の中でも『影なき淫獣』（1973）、『暗闇にベルが鳴る』（1974）、『サスペリア』（1977）、『ハロウィン』（1978）、『墓地裏の家』 （1981）、『フェノミナ』（1984）は恐怖映画の歴史上で重要な作品である。また、推理作家の加納一朗はJ・リー・トンプソン監督『誕生日はもう来ない』（1981）を評した際に、クライマックスで殺人鬼が犠牲者の死体を集めて誕生日パーティーを開くシーンを、『象牙色のアイドル』の人体アソートからの優れた換骨奪胎と高く評価している。さらに、『ブラッド・ピーセス/悪魔のチェーンソー』（1983）では、学園での連続殺人という設定に加えて、バラバラ殺人による人体アソートという趣向まで本作から模倣している。
イタリアのルチオ・フルチ監督はインタビューにおいて、『墓地裏の家』（1981年）のアイディアは友人であるセラドール監督の『象牙色のアイドル』から得たと証言している。

## 監督について
監督のナルシソ・イバニェス・セラドールは、俳優兼演出家ナルシソ・イバニェス・メンタ（スペイン語圏における怪奇俳優として知られる）と女優ペピータ・セラドールの息子として1935年に生まれた。22歳の頃にアルゼンチンへ渡り、同国で俳優として活躍していた父イバニェス・メンタのために映画やTVドラマの脚本を執筆するようになる。1960年前後には、エドガー・アラン・ポーの小説を脚色したオムニバスTVドラマ« Obras maestras de terror » (1959-1960)の脚本を担当。この番組は当時のアルゼンチンでは高く評価されたが、セラドール自身は番組のクオリティに不満を感じていた。
1963年にスペインへ帰国しTV局に入社すると、『ヒッチコック劇場』や『ミステリー・ゾーン（トワイライト・ゾーン）』のような怪奇と恐怖のオムニバス・ドラマを納得の行く環境で製作しようと志す。1966年から放送を開始したTVシリーズ« Historias para no dormir »（眠れぬ夜の話、1966～1982年）の企画、脚本、演出、案内役を手がけたことで、スペインにおける怪奇・恐怖ドラマの先駆者として評価された。この番組でセラドールはオリジナル脚本の執筆に加えて、エドガー・アラン・ポー、レイ・ブラッドベリ、W・W・ジェイコブズ、ロバート・ブロック、ヘンリー・ジェイムズ、カルロス・ブイサなどの怪奇小説のドラマ化、さらにポーの『早すぎた埋葬』を独自に解釈したエピソード« La promesa »（約束）などをドラマ化して高い評価を得た。1967年にはこの番組で放送されたカルロス・ブイサ原作によるエピソード« El asfalto »（アスファルト）が、モンテカルロ・テレビドラマ祭に出品されて最優秀脚本賞を受賞した。スペイン製作のTVドラマが国際的な賞を獲得したのはこれが初めてであった。また、同番組では『ヒッチコック劇場』におけるアルフレッド・ヒッチコックや『ミステリー・ゾーン』におけるロッド・サーリングのように、セラドールが番組の案内役をつとめた。
TVシリーズ『眠れぬ夜の話』が好評で迎えられると、雑誌版の編集にも関わる。1967年から刊行を開始した雑誌« Historias para no dormir »では英米仏の怪奇小説の翻訳や、同名TVドラマの脚本の掲載に加えて、フアン・テバールやフアン・ホセ・プランスなどのスペイン人作家による書き下ろしの短編小説や映画評論などを掲載。セラドールも書き下ろし短編小説を執筆した。
セラドール監督は「恐るべき子供」テーマに強い関心を示していた。TVシリーズ『眠れぬ夜の話』ではロバート・ブロックの小説『子供にはお菓子を』（およびヘンリー・ジェイムズ『ねじの回転』から断片的な要素を加味）をドラマ化した« El muñeco »（人形）を手掛けた。また、同シリーズでポーの『早すぎた埋葬』を自由に脚色した« La promesa »のラストにおいても、無邪気な少女の残酷さが印象を残す結末となっている。『象牙色のアイドル』も同傾向の「恐るべき子供」テーマを扱った作品といえる。本作に続いてセラドールが監督した映画第2作『ザ・チャイルド』（1976）ではさらに踏み込んでおり、子供たちが突然、大人を殺し始める恐怖を描いて大ヒットした。
本作で劇場用映画に進出したセラドールは、当時のスペイン映画としては破格の予算を投じて製作に臨んだ。イギリスから招かれて出演したジョン・モルダー・ブラウンによると、本作の制作費はイギリスのハマー・フィルム・プロダクションの予算よりも高額だったという。

## キャスト、スタッフについて
実質的な主役といえるルイを演じたのはイギリス人のジョン・モルダー・ブラウンである。当時売り出し中のアイドル俳優であった彼が、怪奇映画で汚れ役を演じた理由を映画誌「SCREEN」の取材で訊ねられた際に「ぼくの最初の主演映画だったからさ。それに監督のセラドールの初の劇場映画だったからなんだ」と回答。記者から初の主演だからといってなぜ猟奇的な役柄を引き受けたのかと問われると、「ぼくに役を選べるだけの実力があると思う？お金もないし、依頼される映画は片っぱしからさ」と回答している。また、この映画を見た若い女性から「もう、ジョン・モールダー・ブラウン（原文ママ）なんて見るのもイヤ！」という抗議の手紙を受け取ったことも明かしている。
ヒロインを演じたクリスティーナ・ガルボは本作の後に、『ソランジェ/残酷なメルヘン』（1972）や『悪魔の墓場』（1974）といったカルト的な恐怖映画に出演したことで、一部に熱狂的なファンを獲得している。
犠牲者の一人イレーヌを演じたマリベル・マルティンは本作後に、ビセンテ・アランダ監督のカルト的なホラー映画『鮮血の花嫁』（1972）に出演した。また、端役の女子生徒を演じたマリア・エレナ・アルポンも、本作の後に『エル・ゾンビ I 死霊騎士団の覚醒』（1971）や『ヘルショック 戦慄の蘇生実験』（1973）といったカルト的なホラー映画に出演している。
音楽はアルゼンチン出身のワルド・デ・ロス・リオスが担当した。デ・ロス・リオスはムード音楽（イージーリスニング）のオーケストラ指揮者として知られており、セラドール監督とはTVシリーズ『眠れぬ夜の話』や映画『ザ・チャイルド』でも組んでいる。デ・ロス・リオスが『象牙色のアイドル』に提供した音楽は、美しく哀愁のあるメイン・テーマが印象的である。恐怖映画のテーマ曲に美しいメロディを作曲するスタイルは、本作の直後にイタリアで流行した「ジャッロ」と呼ばれるスリラー映画における、エンニオ・モリコーネやブルーノ・ニコライなどのイタリア人作曲家の音楽に影響を与えた。
当初はゴドフレード・パチェコが撮影を担当していたが、撮影開始後すぐにマヌエル・ベレンゲルに交代となった。本編にはベレンゲルのみがクレジットされている。マヌエル・ベレンゲルは『エル・シド』（1961）、『ドクトル・ジバゴ』（1965）、『ニコライとアレクサンドラ』（1971）などの大作映画で第二班の撮影をつとめたスペイン人カメラマンであり、ジョルジョ・フェッローニ監督のカルト的なホラー映画『悪魔の微笑み』（1972）の撮影も担当している。

## 脚本について
映画本編の脚本クレジットは、脚本（Guión cinematografico de）がルイス・ペニャフィエル（ナルシソ・イバニェス・セラドールのペンネーム）、原案（Sobre un relato de）がフアン・テバールと表記されている。スペイン語のrelatoは物語という意味であり、短編小説という意味と書き下ろしの原案という意味の両方があることから、原作となった小説の有無について長年に渡る誤解が生まれた。
原案を担当したフアン・テバールは後にインタビューに答え、脚本作成の経緯を説明した。『象牙色のアイドル』のストーリーはもともとTVシリーズ『眠れぬ夜の話』のエピソードとしてテバールが書き下ろした物語だった。番組プロデューサーのセラドールがテバールのストーリーを気に入り、TVドラマではなくぜひ劇場用の長編映画にしたいと申し出た。短編ドラマの分量しかないテバールのシナリオをもとに、セラドール自身が長編映画の分量に膨らませた脚本として書き直したとのことである。
加納一朗は本作に関して、「フィリップ・ヴァン・ホーン」というペンネームを持つイタリア人作家の小説に基づいているとの根拠不明の情報を、著書『推理・SF映画史』およびこの映画のコミカライズ『悪魔のアイドル』（村祖俊一作画）の解説文において主張している。加納によるとこの原作小説は日本では未訳ながら、海外において新しいスタイルの恐怖小説と称賛されたと記述している。しかしスペイン本国の資料において、本作はフアン・テバールの原案に基づくオリジナル・ストーリーとされており、テバール自身も彼の書き下ろしによるシナリオが原案であると証言している。また、フィリップ・ヴァン・ホーンというペンネームを持つ作家の怪奇小説も発見されていない。
SNS上ではフアン・テバールの短編小説« La residencia »に基づいているとの情報もある。テバールは作家として複数の著書を刊行しているが、スペインの出版記録で確認できるテバールの著書の中に« La residencia »という短編が収録された書籍は発見されていない。また、テバールがフィリップ・ヴァン・ホーンというペンネームを名乗った形跡も確認されていない。

## 原案担当者フアン・テバールについて
フアン・テバールは1960年代からSF小説や怪奇小説を発表している。
セラドールとともに脚本を手掛けたTVシリーズ『眠れぬ夜の話』から派生した雑誌« Historias para no dormir »にはホラー映画を取り上げた映画評論を連載した。また、同誌には短編ホラー小説« La playa a la luz de la luna »（月光に照らされた浜辺）を発表している。この短編は後にスペインにおいて、複数の吸血鬼小説アンソロジーやホラー雑誌に再録された。
本作以降、脚本家としては、ホルヘ・グラウ監督の『悪魔の入浴・死霊の行水』（1973）の脚本を執筆した。テバールによると脚本家にクレジットされたイタリア人のサンドロ・コンティネンツァは名義のみで執筆に参加せず、大部分をテバールとグラウ監督とで執筆したという。翌年には再びホルヘ・グラウ監督のために幻想的なスリラー« Pena de muerte »（1974）の脚本も執筆している。
1980年代になると、雑誌« Biblioteca universal de misterio y terror »（謎と恐怖の図書館）に多数の短編ホラー小説を発表している。複数のスペイン人作家による競作アンソロジー« Historias de misterio y terror »（謎と恐怖の物語）にも短編« Hierbabuena »（ハッカ）を提供している。

## 作品の評価
1969年のスペイン映画作家協会（Círculo de Escritores Cinematográficos）は、本作の監督ナルシソ・イバニェス・セラドールに対して1969年度の最優秀監督賞を授与した。また、同年のスペイン国立映画芸術協会賞において、作品部門4位と美術賞を受賞している。
作家の加納一朗は著書『推理・SF映画史』において本作を高く評価している。加納は後に監修をつとめた推理・怪奇小説のコミカライズ叢書「TOMOコミックス名作ミステリー」においても本作を選定しており、『悪魔のアイドル』というタイトルで村祖俊一によってコミカライズされた。また、加納が1981年に発表した推理小説『殺人フィルムへの招待』においても、本作における「バラバラ殺人による人体アソート」の趣向を取り上げている。

## 出演
- リリー・パルマー：フルノー夫人
- クリスティーナ・ガルボ：テレサ
- ジョン・モルダー・ブラウン：ルイ
- メアリー・モード：イレーヌ
- マリベル・マルティン：イザベル
- カンディダ・ロサダ：マドモワゼル・デプレ
- マリア・エレナ・アルポン：女子生徒

## スタッフ
- 監督：ナルシソ・イバニェス・セラドール
- 原案：フアン・テバール
- 脚色：ナルシソ・イバニェス・セラドール（ルイス・ペニャフィエル名義）
- 撮影：マヌエル・ベレンゲル、ゴドフレード・パチェコ（一部のみ）
- 音楽：ワルド・デ・ロス・リオス
- 美術：ラミロ・ゴメス
- 衣装：ヴィクトル・マリア・コルテソ

※IMDBでは特殊効果スタッフとして二人のイギリス人が掲載されているが、この二人が担当したのは英語版台詞の録音および音響効果である。

## コミカライズ
- 『悪魔のアイドル』

村祖俊一作画、TOMOコミックス名作ミステリー10、主婦の友社、1978年。

## 影響

### 映画
- 『ソランジェ/残酷なメルヘン』（1972）
- 『影なき淫獣』（1973）
- 『暗闇にベルが鳴る』（1974）
- 『サスペリア』（1977）
- 『ハロウィン』（1978）
- 『誕生日はもう来ない』（1981）
- 『墓地裏の家』（1981）
- 『ローズマリー』（1981）
- 『ブラディ・ムーン/血ぬられた女子寮』（1981）
- « Unhinged »（1982年）
- 『ブラッド・ピーセス/悪魔のチェーンソー』（1983）
- 『フェノミナ』（1984）

### 小説
- « Il ‘‘college’’ della morte » ラウラ・トスカーノ著、1971年。
- 『占星術殺人事件』島田荘司著、講談社、1980年。
- 『殺人フィルムへの招待』加納一朗著、徳間書店、1981年。